# Bahía Ducati
Bahía Ducati es el nombre del primer mixtape del cantante y compositor  colombiano Feid, publicado el 11 de septiembre de 2020 por Universal Music Latino.
Contiene un remix previo, el remix de su canción "Porfa" y 8 temas nuevos con las participaciones de Zion & Lennox, De La Ghetto, Ñejo, Dálmata, entre otros. La producción estuvo a cargo de Elektrik; Rike Music y Jhon El Diver (ambos productores de Sech), Sky Rompiendo y Wain, quien produjo su álbum Ferxxo (Vol. 1: M.O.R).

## Antecedentes
El mixtape y 'las diez posibles' canciones que conformarían el álbum fueron dadas a conocer el 9 de junio de 2020, mediante una  publicación hecha por Feid en su cuenta oficial de Instagram.
En una entrevista para la revista Billboard Argentina indica: 

"BAHÍA DUCATI se convierte para mí en un proyecto super especial, que nació en la cuarentena, que terminamos en cuarentena y que sale casi que en la recta final de todo esto… No tengo expectativas, porque le pusimos tanto amor y le dedicamos tanto tiempo a esto, que el simple hecho que esté fuera, ¡ya es brutal! Espero que la gente se lo goze tanto como yo, que lo quemen y escuchen demasiadas veces ¡jaja! Disfruten BAHÍA DUCATI que los va poner a perrear donde estén".

## Concepto
Según el cantante, el nombre del álbum no tiene un trasfondo mayor, buscaba algo que para "sonaba bien, cool, fresco, con estilo, e incluso dan ganas de transportarse a una playa a beber", descrito por la revista digital Slang:

"No quise quemarme mucho la cabeza pensando en el nombre. Era un nombre que tenía hace muchos años para un proyecto, quería buscar un nombre simplemente que sonara muy cool cuando tú lo dijeras, BAHÍA DUCATI. El concepto era simplemente hacer música buena para escuchar y reunir las mejores canciones para un proyecto como ese, como un mixtape. Es la primera vez que yo en un trabajo hago tanta música como que comercial, como que puesta pa' la gente. Siempre en los álbumes a mí me gusta mucho experimentar".

"En este sí me concentré mucho en que queríamos hacer reggaetón y música pa' que la gente estuviera de fiesta, no solo que escuchar como lo hacen álbumes".

## Lista de canciones
| Edición estándar |                                                                       | |          |  |
| N.º              | Título                                                                | Escritor(es) | Duración |  |
| 1.               | «enemigos» (con Miky Woodz, Juhn El Allstar)                          | Jowan, Miky Woodz, Juhn, Salomón Villada Hoyos                                                                         | 3:38     |  |
| 2.               | «FOTOGRAFÍAS» (con Zion & Lennox)                                     | Salomón Villada Hoyos, Félix Ortiz, Gabriel Pizarro                                                                    | 3:24     |  |
| 3.               | «JAMAICA» (con Sech)                                                  | Salomón Villada Hoyos, Wain, Sky, Sech                                                                                 | 3:44     |  |
| 4.               | «BREAK UP» (con De La Ghetto)                                         | Salomón Villada Hoyos, Rafael Castillo                                                                                 | 3:21     |  |
| 5.               | «qué p*tas»                                                           | Salomón Villada Hoyos, Wain, Jowan                                                                                     | 2:34     |  |
| 6.               | «FERXXO X ÑEJO» (con Ñejo)                                            | Carlos Daniel Crespo-Planas, Salomón Villada Hoyos, Michael Sánchez Sánchez, Julián Maya Yepes, Juan Luis Cardona Cano | 3:36     |  |
| 7.               | «XX (Remix)» (con Dálmata)                                            | Wain, Dálmata, Salomón Villada Hoyos                                                                                   | 3:18     |  |
| 8.               | «NEA»                                                                 | Salomón Villada Hoyos                                                                                                  | 1:51     |  |
| 9.               | «otra vez» (con Álvaro Díaz)                                          | Salomón Villada Hoyos, Álvaro Díaz                                                                                     | 3:25     |  |
| 10.              | «PORFA Remix» (con Justin Quiles, Maluma, Sech, Nicky Jam & J Balvin) | Wain, Sech, J Balvin, Maluma, Nicky Jam, Sky Rompiendo, Salomón Villada Hoyos, Justin Quiles                           | 5:33     |  |
| 34 minutos.      |                                                                       | |          |  |

## Posicionamiento en listas
| Listas (2020)                     | Mejor posición |
| --------------------------------- | -------------- |
| Estados Unidos (Top Latin Albums) | 30             |